# Wildfire (Kolmården)
Wildfire im Tierpark Kolmården (Norrköping, Östergötland, Schweden) ist eine Holzachterbahn des Herstellers Rocky Mountain Construction, die am 28. Juni 2016 eröffnet wurde. Sie ist die erste Achterbahn des Herstellers in Europa und die zweite Achterbahn des Herstellers außerhalb der USA.
Die ca. 1265 m lange Strecke erreicht eine Höhe von 56 m und besitzt eine 49 m lange erste Abfahrt mit einem Gefälle von 83°. Außerdem wurden drei Inversionen verbaut: ein Zero-g-Stall und zwei Heartline-Rolls. Die Höchstgeschwindigkeit beträgt 115 km/h.

## Züge
Wildfire besitzt zwei Züge mit jeweils sechs Wagen. In jedem Wagen können vier Personen (zwei Reihen à zwei Personen) Platz nehmen.

## Geschichte
Am 28. Oktober 2016 wurde bekannt, dass Wildfire stillgelegt werden muss, da die Baugenehmigung zurückgezogen wurden.
Ende Juni 2017 wurde die Bahn wieder für Fahrgäste geöffnet.

## Auszeichnung
Wildfire wurde mit einem der drei FKF-Awards 2016 ausgezeichnet.